# Lumen
Lumen, zkratka lm, je hlavní jednotkou světelného toku. Lumen je jednou z odvozených jednotek soustavy SI. Je definován jako světelný tok vyzařovaný do prostorového úhlu 1 steradiánu bodovým zdrojem, jehož svítivost je ve všech směrech 1 kandela.
{\displaystyle {\rm {1\ lm=1\ cd\cdot sr}}}
Kde cd = kandela, sr = steradián

## Dřívější definice
Dříve byl lumen definován jako světelný tok, který vysílá absolutně černé těleso při teplotě tuhnutí platiny o velikosti 5,305×10−7 m2 do celého poloprostoru – definice podle staré normy, avšak odpovídá dnešním přepočtům.

## Světelný tok zdrojů
- Typický světelný tok 100W žárovky byl přibližně 1 380 lm,
- u svíčky kolem 13 lm.

## Přibližná účinnost značkových světelných zdrojů
- Čirá žárovka s velkou baňkou A60: cca 13 lm/W (mléčná cca 10 lm/W)
- Zapouzdřená halogenová žárovka: 15–17 lm/W
- Zářivka „úsporka“: cca 55 lm/W
- Lineární zářivka (trubice): 50–105 lm/W
- LED žárovka: 70–200 lm/W[1][2]
- Vysokotlaká sodíková výbojka: 70–140 lm/W
- Nízkotlaká sodíková výbojka: 90–180 lm/W